# Bathypterois perceptor
Bathypterois perceptor är en fiskart som beskrevs av Sulak, 1977. Bathypterois perceptor ingår i släktet Bathypterois och familjen Ipnopidae. Inga underarter finns listade.